# کورت اندرسن
کورت گئورگ هاینریش اندرسِن (به آلمانی: Kurt Georg Heinrich Andersen) (۲ اکتبر ۱۸۹۸ – ۹ ژانویه ۲۰۰۳) نظامی بلندپایه آلمانی در دوره رایش سوم و پس از آن بود که در جریان جنگ جهانی دوم با خدمت در لوفت‌وافه نشان عالی صلیب شوالیه صلیب آهنین را دریافت کرد.

## زندگی
کورت اندرسن روز ۲ اکتبر سال ۱۸۹۸ در هوهنراده در پروس شرقی زاده شد. با آغاز جنگ جهانی اول به عنوان داوطلب به نیروی زمینی امپراتوری آلمان پیوست و در گروهان جایگزینی مسلسل در هنگ ۳ گرنادیر (۲ پروس) در لشکر یکم پیاده‌نظام قرار گرفت. در جبهه‌های غربی و شرقی از جمله در نبرد وردن در فرانسه به رزم پرداخت و مجروح هم شد. اواخر سال ۱۹۱۶ به شاخه مخابرات منتقل شد و تا پایان جنگ در یگان‌های ساخت تلگراف و تلفن خدمت کرد.
اندرسن پس از جنگ در قالب لشکر آهنین در فرای‌کور، در منطقه بالتیک حضور داشت. پاییز سال ۱۹۱۹ از نیروی زمینی مرخص شد و به عضویت پلیس درآمد. در اِلبینگ-ماریِنبورگ، دورتموند و دوسلدورف خدمت کرد. اواخر سال ۱۹۲۵ با درجه ستوان دوم به زمره افسران پلیس قرار گرفت. سال ۱۹۲۸ به درجه ستوان یکم و سال ۱۹۳۴ به درجه سروان ترفیع گرفت.
اندرسن با استفاده بلافاصله از فرصت، سال ۱۹۳۵ به لوفت‌وافه تازه‌تشکیل‌شده منتقل شد. پس از یک دوره آموزشی کوتاه، افسر یک آتشبار در هنگ ۲۳ ضدهوایی در دوسلدورف شد. سال ۱۹۳۸ فرمانده یک گردان در هنگ لی‌یِر ضدهوایی شد و به درجه سرگرد ترفیع گرفت. با آغاز جنگ جهانی دوم، با این یگان در کارزارهای لهستان و فرانسه مشارکت کرد. اندرسن بین ماه‌های ژوئن سال ۱۹۴۰ تا نوامبر سال ۱۹۴۲ فرمانده دانشکده ضدهوایی در اشتولپمونده در پومرانی بود. در این مدت سال ۱۹۴۱ به درجه سرهنگ دوم و سال ۱۹۴۲ به درجه سرهنگ ترفیع گرفت.
اندرسن ماه نوامبر سال ۱۹۴۲ به فرماندهی هنگ ۱۵۳ ضدهوایی موتوریزه در جبهه شرقی منصوب شد. در جریان نبرد استالینگراد، یگان او رزم متمایزی در ناحیه رود دن به نمایش گذاشت و با کاربرد تسلیحات خود در درگیری‌های زمینی، ده‌ها تانک دشمن را منهدم کرد. اندرسن به جهت تهور در میدان نبرد مفتخر به دریافت نشان عالی صلیب شوالیه صلیب آهنین شد.
اندرسن ماه ژوئن سال ۱۹۴۳ به آلمان بازگشت. مدتی فرمانده دانشکده هوایی شماره ۶ با مسئولیت آموزش نیروهای آتشبارهای ضدهوایی بود. بهار سال ۱۹۴۴ مجدداً، این بار به عنوان بازرس نیروی ضدهوایی در این جبهه راهی شرق شد. روز ۳۰ ژانویه سال ۱۹۴۵ به عنوان فرمانده لشکر بیست‌وسوم ضدهوایی منصوب شد. درگیری نبردهای زمینی سنگینی در فرانکفورت/اودر، کوسترین و سایر نواحی شرق برلین شد. روز ۱۷ فوریه به درجه سرتیپ ترفیع گرفت. در پایان جنگ روز ۸ مه بقایای لشکر خود را در تانگرمونده تسلیم نیروهای بریتانیایی کرد.
اندرسن تا سال ۱۹۴۸ در اسارت به سر برد. سپس به آلمان بازگشت در کنار خانواده خود، در ویتلِر در نزدیکی دوسلدورف ساکن شد. سال ۱۹۵۱ با درجه سرتیپ به نیروی مرزبانی آلمان غربی پیوست. ده سال بعد با همان درجه بازنشسته شد. سرتیپ کورت اندرسن، پس از یک دوره طولانی بازنشستگی، در نهایت روز ۹ ژانویه سال ۲۰۰۳ در سن ۱۰۴ سالگی در بُن درگذشت. به عقیده ساموئل میچام، او بیشترین طول عمر را بین ژنرال‌های آلمانی دوره رایش سوم داشت. البته او آخرین ژنرال این دوره نبود که از دنیا می‌رفت؛ بلکه این مسئله مربوط به سرتیپ هاینریش ترتنر بود که تا روز ۱۸ سپتامبر سال ۲۰۰۶ زندگی کرد.

## کتابشناسی
- Mitcham, Samuel W.; Mueller, Gene (2012). Hitler's Commanders: Offers Of The Wehrmacht, The Luftwaffe, The Kriegsmarine And The Waffen-SS. Rowman & Littlefield Publishers. ISBN 978-1-4422-1154-4.